# Lauriane Gilliéron
Lauriane Gilliéron (* 25. Juli 1984 in Lausanne, Kanton Waadt) ist eine Schweizer Schauspielerin. Im September 2005 wurde sie (als erste Vertreterin eines französischsprachigen Kantons seit 11 Jahren) zur Miss Schweiz 2005 gewählt. Während ihres Amtsjahres konnte sie Einnahmen in der Höhe von einer halben Million Schweizer Franken erzielen, damit gehört sie zu den erfolgreichsten Missen.

## Leben
Lauriane Gilliéron ist seit dem 7. Lebensjahr Vegetarierin. Ihr Vater ist Bürgermeister der Gemeinde Prilly bei Lausanne. 2002 und 2003 wurde sie schweizerische Vizemeisterin in den lateinamerikanischen Tänzen.
Bei den Miss-Universe-Wahlen 2006 in Los Angeles wurde sie hinter Miss Puerto Rico Zuleyka Rivera Mendoza und Miss Japan Kurara Chibana Dritte. Damit holte sie nicht nur das beste Resultat der Schweiz an einer Miss-Universe-Wahl (bestes Ergebnis bisher war 1982 der 4. Platz von Lolita Morena), sondern war auch die bestklassierte Europäerin.
Gemäss einem Bericht des Schweizer Fernsehens vom 19. Juli 2007 nahm Lauriane Gilliéron an der Lee-Strasberg-Schule unter dem Künstlernamen Lauriane Gill Schauspielunterricht. Nachdem sie ab 2008 vereinzelt in Fernsehserien wie Rules of Engagement und CSI: Vegas mitgespielt hatte, debütierte sie 2012 mit der Gangsterkomödie Stand Up Guys in einem Kinofilm.

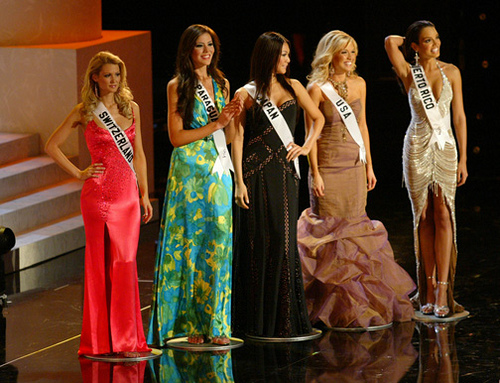
Lauriane Gilliéron bei den Miss-Universe-Wahlen 2006 (ganz links)

## Filmografie
- 2008: Zeit der Sehnsucht (Days of our Lives, Fernsehserie, eine Folge)
- 2009: Rules of Engagement (Fernsehserie, eine Folge)
- 2011: Turbo Dates (Fernsehserie, eine Folge)
- 2011: Love Bites (Fernsehserie, eine Folge)
- 2011: Friends with Benefits (Fernsehserie, eine Folge)
- 2011: Reich und Schön (The Bold And The Beautiful, Fernsehserie, zwei Folgen)
- 2012: CSI: Vegas (CSI: Crime Scene Investigation, Fernsehserie, eine Folge)
- 2012: Lucky Days (Fernsehserie, zwei Folgen)
- 2012: Stand Up Guys
- 2013: Castle (Fernsehserie, Folge 5x19 Das Fenster zum Hof, OT: The Lives of Others)
- 2013: Psych (Fernsehserie, eine Folge)
- 2013: How to Live with Your Parents (For the Rest of Your Life) (Fernsehserie, eine Folge)
- 2013: Trust and Death (Kurzfilm)
- 2014: Suburgatory (Fernsehserie, eine Folge)
- seit 2017: Quartier des Banques (Banking District)